# 2008年北京オリンピックのイラク選手団
2008年北京オリンピックのイラク選手団（2008ねんペキンオリンピックのイラクせんしゅだん）は、2008年8月8日から8月24日まで開催された2008年北京オリンピックにおけるイラク選手団の名簿。選手名及び所属・記録は2008年当時のもの。

## 種目別選手・スタッフ名簿及び成績

### 陸上競技
- Haidar Nasir（男子円盤投）
- Dana Abdulrazak（女子100m）

### ボート
- Hamza Hussein（男子ダブルスカル）
- Haider Nawzad（男子ダブルスカル）